# Льєзький філармонічний оркестр
Льєзький філармонічний оркестр (фр. L’Orchestre Philharmonique de Liège) — бельгійський симфонічний оркестр, що базується в Льєжі. Спочатку Льєзький симфонічний оркестр, потім Оркестр Льєжа. З 1983 р. має нинішню назву.
Ініціатива у створенні нового колективу належала багаторічному директору Льєзької консерваторії Фернану Кіне, який наголошував на тому, що оркестр консерваторії не має достатніх організаційно-фінансовими можливостями для того, щоб забезпечувати потреби музичного життя міста і всього франкомовного регіону Бельгії. У 1959 р. розпорядженням короля Бельгії була виділена державна субсидія на утримання трьох симфонічних оркестрів: Національного оркестру Бельгії, Оркестру Національного інституту радіомовлення і створюваного заново Льєзького оркестру. У 1960 р. конкурсна комісія, до якої, крім Кіне, увійшли ще Леон Йонг Ежен Біго і Анрі Ганьебен, відібрала 71 з 240 музикантів і оркестр почав своє життя. Кіне вдалося відразу підняти оркестр на високий рівень: вже в перші роки його існування як солісти з Льєзьким оркестром виступали такі музиканти, як Еміль Гілельс, Дьордь Цифра, Володимир Ашкеназі, Вільгельм Кемпф, Давид Ойстрах, Айзек Стерн, Леонід Коган та інші.

## Керівники оркестру
- Фернан Кіне(інші мови) (1960—1964)
- Манюель Розенталь(інші мови) (1964—1967)
- Пол Страус(інші мови) (1967—1977)
- П'єр Бартоломе(інші мови) (1977—1999)
- Луї Лангре(інші мови) (1999—2006)
- Паскаль Рофе(інші мови) (2006—2009)
- Франсуа Ксав'є Рот(інші мови) (2009—2010[1])
- Крістіан Армінг(інші мови) (2011—2019)
- Гергелі Мадарас(інші мови) (2019—дотепер)